# Crise politique béninoise de 2019
La crise politique béninoise de 2019 est une crise politique et sécuritaire faisant suite à la campagne électorale et aux élections législatives de 2019, qui voient l'ensemble de l'opposition exclue du scrutin à la suite de la mise en place d'un code électoral plus restrictif par le gouvernement.

## Contexte pré-électoral

### Réforme du système électoral
La préparation de ces élections est marquée par la réforme du système électoral qui entraîne la disparition des partis d’opposition de la course à la législature. Alors que les élections législatives de 2015 avaient vu vingt listes s’affronter, celles de 2019 n’enregistrent que deux listes autorisées à participer. Ces deux listes, celle de l’Union progressiste et celle du Bloc républicain, sont favorables au président Patrice Talon,.

### Appels au report et au boycott des élections
À la fin du mois de mars 2019 la Cour africaine des droits de l’homme critique les dérives éloignant le pays de l’État de droit. En avril 2019, Jean-Baptiste Elias, dirigeant du Front des Organisations Nationales contre la corruption, déclare que «la démocratie risque de tourner en dictature» au Bénin. Alors que la date des élections approche, Thomas Boni Yayi, ancien président de la République, appelle le président Talon à reporter le processus électoral en cours. Il alerte son successeur sur les dangers que représentent la disparition des oppositions durant ce scrutin ainsi que sur “les dérives autoritaires que véhicule le processus électoral”. Des manifestations organisées par l’opposition pour demander le report du scrutin sont dispersées par la police et l’armée. 
Face au refus de Patrice Talon, l’ancien président Thomas Boni Yayi, à l’instar d’une grande partie de l’opposition, appelle à boycotter les élections,. Amnesty International dénonce dans un communiqué, le 26 avril, « la vague d'arrestations arbitraires de militants politiques et de journalistes et la répression des manifestations pacifiques ».

## Déroulement de la journée

### Tensions le jour des élections
Le déroulement de la journée est marqué par des incidents dans sept villes selon le ministère de l’Intérieur béninois. À Tchaourou, ville natale de l’ancien président Thomas Boni Yayi, des manifestations violentes empêchent la tenue du vote dans le centre de la ville. À Parakou, grande ville du nord du pays, des urnes sont brûlées. Selon Emmanuel Tiando, président de la Commission électorale nationale autonome, le vote n’a pas pu avoir lieu dans 39 arrondissements sur les 546 que compte le pays. Deux morts sont à déplorer ainsi que 206 incidents (saccage de bureaux de vote, affrontement entre manifestants et forces de sécurité ou entre partisans de différents partis politiques). Des affrontements ont lieu pour reprendre la rue aux manifestants qui dressent des barricades à Cotonou.
Ces élections sont marquées par une très faible mobilisation des électeurs et des actes de violence. Alors qu’en 2015 la participation avait atteint les 66 %, l'élection de 2019 enregistre un effondrement de la participation qui n'atteint que 27,12  %. En fonction des bureaux de vote, la participation est comprise entre 1,25 % et 63,27 %.

## Violences post-électorales

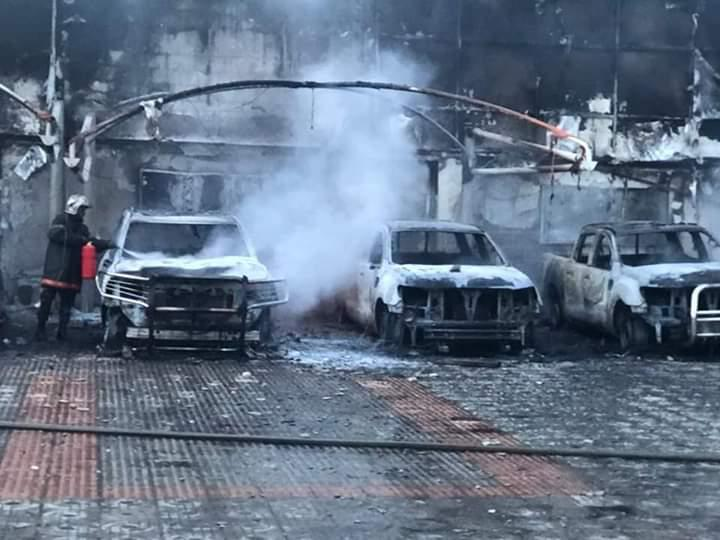
Voitures brûlées à Cotonou le 1 mai 2019.

Les jours suivant les élections, la violence s’étend dans le pays. Une partie des violences se concentrent autour de la demeure de l’ancien président Boni Yayi. Le 1er mai 2019, la police entoure le bâtiment, provoquant l’intervention de militants déclarant s’opposer à une tentative d’arrestation. Le ministère de l’Intérieur affirme que les forces déployées dans le quartier ont pour but de préserver le calme et de limiter les violences. Des affrontements violents ont lieu dans les alentours. Gaz lacrymogènes et tirs à balles réelles sont utilisés contre des manifestants brûlant des pneus et jetant des projectiles divers,. Au moins un mort est à déplorer dans le cadre de cet événement. Parmi les blessés graves, l’un d’entre eux aurait été blessé par une balle tirée dans le dos. 
Amnesty International dénonce la mort de quatre manifestants ainsi que des arrestations arbitraires, y compris celle d’un blessé grave. RFI fait état du fort déploiement sécuritaire dans les rues de Cotonou et à Porto-Novo à l’approche de la cérémonie d’investiture de la nouvelle assemblée : des paras commandos, des chars anti-émeutes, des CRS et des unités de la Garde Républicaine sont chargés de maintenir l’ordre.

## Réactions internationales
À la suite des violences du début du mois de mai, l’ONU, par l’intermédiaire de Stéphane Lejarric, porte-parole du secrétaire général de l’organisation, Antonio Guterres, constate avec inquiétude la “réaction brutale des forces de sécurité “. L’ambassade des États-Unis appelle à une résolution pacifique de la crise provoquée par les élections législatives. La CEDEAO et l’UNOWAS souhaitent une résolution “légale et pacifique” de la crise en cours.

## Suites
Un dialogue politique s'engage pendant six mois et aboutit à un accord sur les règles de participation aux élections, inscrites dans une révision de la constitution. Les partis ne peuvent plus désormais participer au sein d'alliances, et doivent présenter des candidats dans chaque circonscription afin de concentrer les suffrages sur des formations de réelle envergure nationale. Lors des élections municipales de mai 2020, qui impliquent 546 arrondissements, cinq partis parviennent ainsi à voir leur participation validée en amont par la Cena, contre 34 listes de partis ou d'alliance de partis aux municipales précédentes en 2015. L'accord concerne directement les élections législatives de 2022, qui voient le nombre de députés passer de 83 à 109, élu pour un mandat exceptionnellement raccourci de quatre à trois ans, afin de déboucher sur la tenue en janvier 2026 de nouvelles élections législatives et municipales combinées à une élection présidentielle en avril. Cette dernière verra également élu en même temps que le président un vice-président, tous deux élus pour cinq ans,.